# Dog Soldiers
Pour plus de détails, voir Fiche technique et Distribution.
Dog Soldiers est un film britannico-américano-luxembourgeois réalisé par Neil Marshall, sorti en 2002.

## Synopsis
Le soldat Cooper tente de rejoindre une unité des forces spéciales mais échoue lorsqu'il refuse de tirer sur un chien de sang-froid. Le capitaine Richard Ryan le ramène à son unité. Quatre semaines plus tard, une unité de six soldats britanniques, dont Cooper, effectuent un exercice dans les Highlands écossais par une nuit de pleine lune. Ils doivent effectuer une mission d'entraînement contre une unité du SAS mais ne tardent pas à découvrir les corps ensanglantés de ce bataillon.
Le capitaine Ryan, le seul survivant des SAS, est gravement blessé. Des prédateurs invisibles attaquent bientôt l'unité, dont la radio est hors d'usage. Alors qu'il bat en retraite, le caporal Campbell est empalé par une branche d'arbre, et le sergent Wells est attaqué. Il est secouru par Cooper et transporté jusqu'au bord d'une route de campagne où le groupe rencontre Megan, une zoologiste qui les emmène dans une maison isolée. À la tombée de la nuit, la maison est entourée par les assaillants qui se révèlent être des loups-garous.
Les soldats organisent une défense désespérée contre les créatures, croyant que s'ils peuvent tenir jusqu'au lever du soleil, les loups-garous reviendront à leur forme humaine. Cooper et Megan traitent les blessures de Wells. Après l'enlèvement du soldat Milburn et l'épuisement progressif de leurs munitions, ils se rendent compte qu'ils ne résisteront pas et décident de tenter de s'échapper. Spoon crée une diversion pendant que Kirkley essaie de s'emparer d'une Land Rover. Dans le garage, Kirkley voit Milburn se faire dévorer par un loup-garou qui lui arrache la tête et la jette sur le pare-brise. Kirkley prend le véhicule mais se rend compte en arrivant devant la maison qu'un loup-garou se cache sur le siège arrière.
Ryan révèle sous la contrainte que le gouvernement l'avait envoyé en mission pour capturer un loup-garou vivant, afin qu'il puisse être étudié et exploité comme une arme ; l'escouade de Cooper était censée être l'appât. Wells et Cooper tentent de tuer Ryan, mais il se transforme en loup-garou en raison de ses blessures et s'échappe par la fenêtre, s'enfuyant dans la forêt. Il est alors révélé que la famille Uath, les propriétaires de la maison depuis des générations, sont les loups-garous.
Les soldats essaient de faire sauter la grange – où Megan leur a dit que les loups-garous devaient se cacher – avec de l'essence, du gaz et le Land Rover. Une fois la structure détruite, Megan révèle que non seulement il n'y avait pas de loups-garous dans la grange, mais qu'elle les a persuadés de détruire leur seul moyen de transport. C'est elle aussi une louve-garou, à son grand désarroi. Elle a également déverrouillé la porte arrière de la maison, permettant aux loups-garous d'entrer.
Avant que Megan ne se transforme complètement, Wells lui tire dans la tête. Lui et Cooper courent à l'étage, pendant que Spoon bloque la porte. Un loup-garou réussit à entrer et Spoon le combat. Il prend le dessus en utilisant l'environnement à son avantage, mais est finalement tué lorsqu'un deuxième loup-garou intervient.
Wells et Cooper tirent à travers le plancher à l'étage supérieur pour échapper aux loups-garous, tombant dans la cuisine, où ils trouvent les restes de Spoon. Wells ordonne à Cooper de s'abriter dans la cave alors qu'il commence lui-même à se transformer en loup-garou à la suite de ses blessures, lui donnant un rouleau de film photographique pour prouver ce qui s'est passé. Les loups-garous s'introduisent dans la cuisine et affrontent Wells, qui coupe une conduite de gaz et fait sauter la maison, se tuant ainsi que les loups-garous, y compris Megan.
Alors que le soleil se lève, Cooper tente de partir, mais doit faire face à Ryan, qui s'était lui aussi abrité dans la cave. Après un combat brutal, Cooper poignarde Ryan dans la poitrine avec un ouvre-lettres en argent, l'affaiblissant suffisamment pour lui tirer dans la tête. Dans le journal, l'histoire de Cooper paraît sous le titre « Des loups-garous ont mangé mon unité ».

## Fiche technique
- Titre : Dog Soldiers
- Réalisation : Neil Marshall
- Scénario : Neil Marshall
- Musique : Mark Thomas
- Photographie : Sam McCurdy
- Montage : Neil Marshall
- Décors : Simon Bowles
- Costumes : Uli Simon
- Production : David E. Allen, Christopher Figg & Tom Reeve
- Sociétés de production : Kismet Entertainment Group, The Noel Gay Motion Picture Company, Carousel Picture Company
- Société de distribution : Pathé Distribution
- Pays de production :  Royaume-Uni,  États-Unis,  Luxembourg
- Format : couleur - 1,85:1 - 35 mm - Dolby Digital
- Genre : horreur
- Durée : 101 minutes
- Dates de sortie :
  - Belgique : 22 mars 2002 (festival de Bruxelles)
  - Royaume-Uni : 10 mai 2002
  - Suisse romande : 6 juillet 2002
  - France : 14 août 2002
- Classification :
  - France : interdit aux moins de 16 ans lors de sa sortie en salles

## Distribution
- Kevin McKidd (VF : Thierry Ragueneau) : Soldat Cooper
- Sean Pertwee (VF : Marc Alfos) : Sergent Harry G. Wells
- Emma Cleasby (VF : Élodie Sorensen) : Megan
- Liam Cunningham (VF : Yves Fabrice) : Capitaine Richard Ryan
- Thomas Lockyer : Caporal Bruce Campbell
- Darren Morfitt (en) (VF: Patrick Borg) : Soldat 'Spoon' Witherspoon
- Chris Robson (VF : Ludovic Baugin) : Soldat Joe Kirkley
- Leslie Simpson : Soldat Terry Milburn
- Tina Landini : Campeuse
- Craig Conway : Campeur

## Accueil
Le film a réalisé plus de 591 000 entrées en Europe dont 448 965 au Royaume-Uni et 67 270 en France.
Il recueille 77 % de critiques favorables, avec une note moyenne de 6,8/10 et sur la base de 30 critiques collectées, sur le site Rotten Tomatoes.

## Distinctions
- Festival international du film fantastique de Bruxelles 2002 : Corbeau d'or et prix du public
- Festival international du film de Catalogne 2002 : en compétition pour le prix du meilleur film
- Festival Fantasporto 2003 : en compétition pour le prix du meilleur film

## Autour du film
- Le tournage s'est déroulé au Luxembourg[3] et en Écosse.
- Un des soldats se nomme Bruce Campbell, en référence à la trilogie Evil Dead, dans laquelle l'acteur Bruce Campbell interprète le personnage de Ash. On remarquera certaines similitudes entre les deux maisons isolées en pleine forêt et les menaces extérieures.
- Le personnage Harry G. Wells, référence au célèbre romancier H. G. Wells, un des auteurs préféré du cinéaste.
- Le personnage surnommé Spoon, la scène de sa mort permet à un des personnages une citation d'une des répliques de Matrix : « There is no spoon ».
- Une suite, Dog Soldiers: Fresh Meat, réalisée par Rob Green, était initialement prévue pour 2005. Le projet semble avoir été abandonné.